# Kõo
Kõo (svenska: Köo) är en ort i Estland. Den är belägen i Kõo kommun och landskapet Viljandimaa, i den centrala delen av landet, 110 km sydost om huvudstaden Tallinn. Kõo ligger 50 meter över havet och antalet invånare är 318.
Terrängen runt Kõo är mycket platt, och sluttar söderut. Runt Kõo är det mycket glesbefolkat, med 7 invånare per kvadratkilometer. Närmaste större samhälle är Põltsamaa, 14,6 km öster om Kõo. I omgivningarna runt Kõo växer i huvudsak blandskog.
Årsmedeltemperaturen i trakten är 3 °C. Den varmaste månaden är juli, då medeltemperaturen är 18 °C, och den kallaste är januari, med −12 °C.